# Electronic Entertainment Expo 2010
L'Electronic Entertainment Expo 2010, meglio noto come E3 2010, è stato il sedicesimo Electronic Entertainment Expo. L'evento ha avuto luogo dal 14 al 17 giugno presso il Los Angeles Convention Center. L'E3 è una fiera annuale, specializzata in videogiochi, e presentata dall'ESA.

## Console presentate
- Nintendo 3DS

## Titoli presentati
| 2K Games - Mafia II (PC, PS3, 360) - Sid Meier's Civilization V (PC) - Spec Ops: The Line (PC, PS3, 360) - XCOM (PC, Ps3, 360) Activision - Call of Duty: Black Ops (PS3, PC, 360, Wii) - Goldeneye 007 (Wii) - Guitar Hero: Warriors of Rock (PS3, 360, Wii) - DJ Hero 2 (PS3, 360, Wii) - DJ Hero 3D (3DS) - Tony Hawk: Shred (PS3, 360, Wii) - Transformers: War for Cybertron (PS3, 360, PC) Atari - Test Drive Unlimited 2 (PS3, 360, PC) - The Witcher 2: Assassins of Kings (PC) Atlus - Etrian Odyssey III: The Drowned City (DS) Bethesda Softworks - Brink (PS3, 360, PC) - Fallout: New Vegas (PS3, PC, 360) - Hunted: The Demon's Forge (PS3, 360, PC) - Rage (PS3, 360, PC, Mac) Capcom - 1942 (iPhone) - Bionic Commando Rearmed 2 (PS3, 360) - Dead Rising 2 (PS3, PC, 360) - Ghost Trick: Phantom Detective (DS) - Ghosts 'N Goblins: Gold Knights (iPhone) - Marvel vs. Capcom 3: Fate of Two Worlds (PS3, 360) - MotoGP 09/10 (PS3, 360) - Ōkamiden (DS) - Resident Evil: Revelations (3DS) - Sengoku Basara: Samurai Heroes (PS3, Wii) - Super Street Fighter IV 3D Edition (3DS) Disney Interactive Studios - Epic Mickey (Wii) - Guilty Party (Wii) - Pirates of the Caribbean: Armada of the Damned (PS3, 360, PC) - Toy Story 3: The Video Game (Wii, PS3, 360, PC) - Tron Evolution (PC, PS3, 360) - Tron: Legacy (iPhone) Electronic Arts - APB (PC) - Battlefield: Bad Company 2 Vietnam (PC, 360, PS3) - Bulletstorm (PS3, PC, 360) - Crysis 2 (PS3, PC, 360) - Dead Space 2 (PS3, PC, 360) - EA Sports Active 2.0 (Wii) - EA Sports MMA (PS3, 360) - FIFA 11 (PC, PS2, DS, Wii, PSP, PS3,360,) - Madden NFL 11 (PS2, PS3, PC, 360, Wii, PSP) - Medal of Honor (PC, PS3, 360) - NBA Jam (Wii) - NCAA Football 11 (PS2, PS3, 360) - Need for Speed: Hot Pursuit (PC, PS3, 360) - NHL 11 (PS3, 360) - NHL Slapshot(Wii) - Spare Parts (PS3, 360) - The Sims 3 (3DS, DS, PS3, Wii, 360) - Tiger Woods PGA Tour 11 (PS3, Wii, 360) id Software - RAGE (PS3, PC, 360) Konami - Castlevania: Harmony of Despair (XBLA) - Castlevania: Lords of Shadow (PS3, X360) - Def Jam Rapstar (Wii) - Ninety-Nine Nights II (360) - Pro Evolution Soccer 2010 (iOS) - Rush'N Attack Ex-Patriot (PS3, 360) - Saw II (PS3, 360) - Silent Hill 8 (PS3, 360) - Metal Gear Rising: Revengeance (PS3, PC, 360) - Metal Gear Solid: Snake Eater 3D (3DS) LucasArts - Lego Star Wars III (DS, PC, PS3, PSP, Wii, 360) - Monkey Island 2: LeChuck's Revenge (PC, PS3, 360) - The Force Unleashed II (DS, PC, PS3, PSP, Wii, 360) - Star Wars: The Old Republic (PC) | Microsoft - Codename: Kingdom (360) - Fable III (360, PC) - Gears of War 3 (360) - Halo: Reach (360) - Milo and Kate (360) - Kinect games (360) - Kinect Adventures (360) - Kinect Joy Ride (360) - Kinect Sports (360) - Kinectimals (360) MTV Games - Dance Central (360) - Rock Band 3 (PS3, 360, Wii, DS) Namco Bandai - Ace Combat: Joint Assault (PSP) - Scontro tra titani: Il videogioco (PS3, X360) - Enslaved (PS3, X360) - Dragon Ball: Origins 2 (DS) - Naruto: Ultimate Ninja Storm 2 (PS3, X360) - Pac-Man Party (Wii) - Ridge Racer (3DS) - Splatterhouse (PS3, 360) - Time Crisis: Razing Storm (PS3) Natsume - Harvest Moon DS: Grand Bazaar (DS) - Lufia: Curse of the Sinistrals (DS) - Rune Factory 3: A Fantasy Harvest Moon (DS) Nintendo - Animal Crossing (3DS) (3DS) - Donkey Kong Country Returns (Wii) - Dragon Quest IX: Sentinels of the Starry Skies (DS) - FlingSmash (Wii) - Golden Sun: Dark Dawn (DS) - Kid Icarus: Uprising (3DS) - Kirby's Epic Yarn (Wii) - The Legend of Zelda: Ocarina of Time 3D (3DS) - The Legend of Zelda: Skyward Sword (Wii) - Mario Kart 3DS (3DS) - Mario Sports Mix (Wii) - Mario vs. Donkey Kong: Mini-Land Mayhem! (DS) - Metroid: Other M (Wii) - Nintendogs + Cats (3DS) - Paper Mario 3DS (3DS) - Pilotwings Resort (3DS) - Pokémon Ranger: Guardian Signs (DS) - PokéPark Wii: Pikachu's Adventure (Wii) - Professor Layton and the Mask of Miracle (3DS) - Professor Layton and the Unwound Future (DS) - Samurai Warriors 3 (Wii) - Star Fox 64 3D (3DS) - Steel Diver (3DS) - Wii Party (Wii) Prope - Ivy The Kiwi (Wii, DS, Windows Phone) SEGA - Conduit 2 (Wii) - Crazy Taxi (PS3, 360) - Phantasy Star Portable 2 (PSP) - Sonic Adventure (PS3, 360) - Sonic the Hedgehog 4 Episodio 1 (PS3, 360, Wii, iOS) - Sonic Colours (Wii, DS) - Sonic 3DS (3DS) - Tournament of Legends (Wii) - Valkyria Chronicles II (PSP) - Vanquish (PS3, 360) - Yakuza 4 (PS3) Seven45 Studios - Power Gig: Rise of the SixString (PS3, 360) Square Enix - Codename: Chocobo Racing 3D (3DS) - Deus Ex: Human Revolution (PS3, PC, 360) - Dungeon Siege III (PS3, 360, PC) - Final Fantasy XIV (PS3, PC) - Final Fantasy: The 4 Heroes of Light (DS) - Front Mission Evolved (PS3, 360, PC) - Kane & Lynch 2: Dog Days (PC, PS3, 360) - Kingdom Hearts Birth by Sleep (PSP) - Kingdom Hearts Re:coded (DS) - Kingdom Hearts 3D (3DS) - Lara Croft and the Guardian of Light (PS3, PC, 360) - The 3rd Birthday (PSP) | Sony - Dead Nation (PS3) - EyePet (PS3) - Free Realms (PS3) - God of War: Ghost of Sparta (PSP) - Gran Turismo 5 (PS3) - Hot Shots Tennis: Get a Grip (PSP) - Heroes on the Move (PS3) - Infamous 2 (PS3) - Invizimals (PSP) - Killzone 3 (PS3) - Kung Fu Rider (formerly Slider) (PS3) - LittleBigPlanet 2 (PS3) - MotorStorm: Apocalypse (PS3) - Giochi PlayStation Move (PS3) - SOCOM 4 (PS3) - Sorcery (PS3) - Sports Champions (PS3) - Start the Party (PS3) - TV Superstars (PS3) - The Agency (PS3, PC) - The Fight: Lights Out (PS3) - The Last Guardian (PS3) - The Shoot (PS3) - The Sly Trilogy (PS3) - Twisted Metal (PS3) SNK Playmore - The King of Fighters XIII (PS3, 360) THQ - Devil's Third (PS3, 360) - de Blob: The Underground (Wii, PS3, 360, DS, 3DS) - Homefront (PS3, PC, 360) - Red Faction: Armageddon (PS3,360, PC) - Warhammer 40.000: Dark Millennium Online (PC) - Warhammer 40.000: Space Marine (PS3, 360) - WWE SmackDown vs Raw 2011 (360, PS2, PS3, PSP, Wii,) - WWE Online(PC) - WWE All Stars(360, PS2, PS3, PSP, Wii) Tecmo Koei - Dead or Alive: Dimensions (3DS) - Fist of the North Star: Ken's Rage (PS3, 360) - Samurai Warriors 3D (3DS) - Trinity: Zill O'll Zero (PS3) - Quantum Theory (PS3, 360) - Warriors: Legends of Troy (PS3, 360) Ubisoft - Assassin's Creed: Brotherhood (PS3, PC, 360) - Battle of Giants: Dinosaur Strike (3DS) - Battle Tag (unknown) - Driver: San Francisco (PS3, PC, X360, Wii, Mac OS X) - Hollywood 61 (3DS) - Just Dance 2 (Wii) - Scott Pilgrim vs. the World: The Game (PS3, 360) - Shaun White Skateboarding (PS3, PC, 360, Wii) - Rayman Origins (PSN, XBLA, Wiiware, iOS) - Tom Clancy's Ghost Recon: Future Soldier (PS3, PC, 360, Wii, DS, PSP) - Tom Clancy's H.A.W.X. 2 (PC, PS3, 360, Wii) - Tom Clancy's Splinter Cell: Chaos Theory (3DS) - Tom Clancy's Ghost Recon (3DS) Valve Corporation - Portal 2 (PC, Mac, 360, PS3) Warner Bros. Interactive Entertainment - Batman: The Brave and the Bold – The Videogame (DS, Wii) - Batman: Arkham City (PS3, PC, 360) - F.E.A.R. 3 (PC, PS3, 360) - Game Party 4 (360) - Legend of the Guardians: The Owls of Ga'Hoole (Wii, PS3, 360, DS) - Lego Harry Potter: Years 1-4 (DS, PS2, PC, PS3, PSP, Wii, 360) - The Lord of the Rings: Aragorn's Quest (DS, PS2, PS3, PSP, Wii) - The Lord of the Rings: War in the North (PC, PS3, 360) - Mortal Kombat (PS3, 360) - Super Scribblenauts (DS) |

## Principali espositori
Di seguito è riportato la lista dei principali espositori. Presente anche Atari, assente durante l'E3 2009.
| - 2K Games - Activision - Atari - Atlus - Bethesda - Capcom - Codemasters - Disney - EA - Eidos | - Konami - LucasArts - Majesco - Microsoft - Namco Bandai - Natsume - Nintendo - Paradox - SEGA - SNK | - Sony - Square Enix - Tecmo Koei - THQ - Ubisoft - Valve - Warner Bros. |

## Conferenze

### Microsoft
il 13 e il 14 giugno 2010, prima dell'Inizio ufficiale dell'E3, Microsoft ha tenuto la sua conferenza stampa. Phil Spence ha svolto il ruolo di "presentatore", per la presentazione di Kinect, mentre come ospite era presente Hideo Kojima.

### Nintendo
Il 15 giugno Nintendo ha tenuto la sua conferenza, condotta da Reggie Fils-Aime. Come ospite, era presente Shigeru Miyamoto, che ha presentato al grande pubblico The Legend of Zelda: Skyward Sword, acclamato dalla folla. Altri ospiti di rilievo come Warren Spector che ha mostrato il suo Epic Mickey e Satoru Iwata, che ha mostrato al mondo il Nintendo 3DS.

### Sony
Lo stesso giorno in cui teneva la conferenza Nintendo, anche Sony ha mostrato i suoi titoli al mondo, qualche ora dopo. A condurre, Jack Tretton. La conferenza si apre con Kaz Hirai che parla del 3D e Herman Hulst, che mostra Killzone 3. Sony ha anche annunciato la sua intenzione di presentare Playstation Move a partire da una partnership con Coca-Cola.

### Konami
La conferenza Konami è stata dichiarata come la più imbarazzante dell'intero E3.

### Altri
Anche Electronic Arts, Ubisoft, Valve, Namco Bandai, Square Enix si sono mostrate in una conferenza.

## Best of E3
Al termine dell'E3 2010, è stata stilata una lista di tutto il bello e il brutto visto in questo E3.
| Miglior presentazione | Gioco più originale |
| --- | --- |
| - Nintendo 3DS - Dance Central (360) - Epic Mickey (Wii) - Portal 2 (PS3, 360, PC) - Rage (PS3, 360, PC)                                                                         | - Dance Central (360) - Bulletstorm (PS3, 360, PC) - Child of Eden (PS3, 360) - Epic Mickey (Wii) - Rage (PS3, 360, PC)                                               |
| Miglior gioco per Console da casa | Miglior gioco per Console portatile |
| - Rage (PS3, 360, PC) - Epic Mickey (Wii) - Infamous 2 (PS3) - Kirby's Epic Yarn (Wii) - Portal 2 (PS3, 360, PC)                                                                 | - God of War: Ghost of Sparta (PSP) - Ghost Trick (DS) - Ōkamiden (DS) - Super Scribblenauts (DS) - Valkyria Chronicles II (PSP)                                      |
| Miglior gioco per PC | Miglior Hardware presentato |
| - Portal 2 (PS3, 360, PC) - Civilization V (PC) - Crysis 2 (PS3, 360, PC) - Rage (PS3, 360, PC) - Star Wars: The Old Republic (PC)                                               | - Nintendo 3DS - Kinect (360) - PlayStation Move (PS3) - Rock Band 3 Pro Guitars (PS3, 360, Wii) - Rock Band 3 Keyboard (PS3, 360, Wii)                               |
| Miglior gioco d'azione | Miglior gioco d'avventura |
| - Rage (PS3, 360, PC) - Bulletstorm (PS3, 360, PC) - Call of Duty: Black Ops (PS3, 360, PC) - Gears of War 3 (360) - Halo: Reach (360)                                           | - Portal 2 (PS3, 360, PC) - Assassin's Creed: Brotherhood (PS3, 360, PC) - Dead Space 2 (PS3, 360, PC) - Epic Mickey (Wii) - The Legend of Zelda: Skyward Sword (Wii) |
| Miglior gioco di ruolo | Miglio picchiaduro |
| - Star Wars: The Old Republic (PC) - Deus Ex: Human Revolution (PS3, 360, PC) - Fable III (360, PC) - Fallout: New Vegas (PS3, 360, PC) - The Witcher 2: Assassins of Kings (PC) | - Marvel vs. Capcom 3: Fate of Two Worlds (PS3, 360) - Mortal Kombat (PS3, 360) - WWE All Stars (PS2, PS3, PSP, 360, Wii)                                             |
| Miglior gioco di corsa | Miglior gioco sportivo |
| - Need for Speed: Hot Pursuit (PS3, 360, PC) - Gran Turismo 5 (PS3) - MotorStorm: Apocalypse (PS3) - Test Drive Unlimited 2 (PS3, 360, PC)                                       | - NBA Jam (Wii) - EA Sports MMA (PS3, 360) - Madden NFL 11 (PS3, 360) - NCAA Football 11 (PS3, 360) - NHL 11 (PS3, 360)                                               |
| Miglior gioco strategico | Miglior gioco Casual |
| - Civilization V (PC) - Company of Heroes Online (PC) - End of Nations (PC) - Shogun 2: Total War (PC)                                                                           | - Rock Band 3 (PS3, 360, Wii) - Dance Central (360) - DJ Hero 2 (PS3, 360, Wii) - Kinect Adventures (360)                                                             |
| Miglior simulatore di movimento | Miglior gioco online |
| - Dance Central (360) - Child of Eden (PS3, 360) - SOCOM 4 (PS3) - The Legend of Zelda: Skyward Sword (Wii) - Your Shape: Fitness Evolved (360)                                  | - Assassin's Creed: Brotherhood (PS3, 360, PC) - Gears of War 3 (360) - Halo: Reach (360) - Medal of Honor (PS3, 360, PC) - Star Wars: The Old Republic (PC)          |